# Meloe cinereovariegatus
Meloe cinereovariegatus is een keversoort uit de familie van oliekevers (Meloidae). De wetenschappelijke naam van de soort is voor het eerst geldig gepubliceerd in 1885 door Heyden.